# ニック・エイデンハート
ニック・エイデンハート（Nicholas James "Nick" Adenhart, 1986年8月24日 - 2009年4月9日）は、アメリカ合衆国メリーランド州出身のプロ野球選手（投手）。
2004年にアナハイム・エンゼルスに入団したが、2009年4月8日の登板後に交通事故に巻き込まれ、若くして亡くなった。

## 経歴

### プロ入り前
1986年生まれ。父ジムはシークレットサービスとして働いていた。幼少期に野球を始め、すぐに才能が開花。6 - 7歳のときにエイデンハートと知り合い、後に高校でバッテリーを組んだ友人によれば「9歳か10歳になる頃には、地元ワシントン郡の人は皆エイデンハートのことを知っていた」。エイデンハート自身は、9歳のときから将来の夢としてメジャーリーガーになることを意識し始める。17歳だった2003年には、野球専門誌ベースボール・アメリカから年間最優秀ユース選手に選ばれる。

### プロ入り
ウィリアムズポート高校の最上級生となっていた2004年、エイデンハートはMLBドラフトの目玉選手のひとりとして注目されるようになっていた。しかしドラフト2週間前になって肘を痛め、手術が必要な状態に。そのためエイデンハート自身もその時点でのプロ入りは諦め、肘を手術したうえでノースカロライナ大学へ進学することを決意する。だが、6月7 - 8日にかけて開催されたドラフトでは多くの球団がエイデンハートの指名を見送るなか、アナハイム・エンゼルスが14巡目（全体413位）で指名、そして入団交渉では2巡目指名相当の契約金710,000ドルという好条件を提示した。同月17日にトミー・ジョン手術を受けたエイデンハートは、そのおよそ1か月後の7月26日にエンゼルスと契約を交わしプロ入りする。同年はアリゾナ州メサの球団施設でリハビリに専念した。
2005年にマイナーリーグの最下層クラスであるルーキーリーグでプロとしての初登板を果たす。
2006年には、MLBオールスターゲームの前に開催されるマイナーリーグのオールスター・フューチャーズゲームにアメリカ合衆国選抜の一員として参加。また、同年8月25日 - 9月7日の北京五輪アメリカ大陸予選にも野球アメリカ合衆国代表として出場した。
2007年はAA級アーカンソー・トラベラーズで26試合に先発、153.0イニングを投げ10勝8敗・防御率3.65という成績を残す。シーズン終了後には、緊縮財政下のフロリダ・マーリンズが高給取りの主砲ミゲル・カブレラのトレードによる放出を画策してエンゼルスと交渉し、そこではカブレラの交換相手としてアービン・サンタナやジョー・ソーンダースとともにエイデンハートの名も挙げられたが、結局交渉は決裂しエイデンハートらはエンゼルスに残留している。
2008年、マイナーリーグ最上級のAAA級ソルトレイクに昇格。4月中に5試合に先発し4勝0敗・防御率0.87を記録、5月1日に故障者リスト入りしたマイサー・イズトゥリスに代わりメジャー昇格を果たし、昇格時点で最年少の選手となった。同日のアスレチックス戦で初登板する。その後6日のロイヤルズ戦、12日のホワイトソックス戦と計3試合に先発し、12日の試合では勝利投手となるが、12イニングで13与四球と制球を乱し、防御率9.00・WHIP2.58と結果を残せずマイナー降格に。戻ってきたAAA級ソルトレイクでも145.1イニングで75与四球と制球難は解消されず、防御率は5.76を記録した。シーズン終了後、エイデンハートはノーラン・ライアンやグレッグ・マダックス、サンディー・コーファックスといった過去の名投手の映像をチェックし、投球フォームを安定させる術を研究する。
同年12月、ベースボール・アメリカによる翌年の有望株ランキングで球団トップの評価を受けたエイデンハートは、その期待に応えるように2009年のオープン戦でチーム最長の25回2/3イニングを投げ3勝0敗防御率3.12の好成績を残す。結果、本来の先発ローテーションのうちジョン・ラッキーとサンタナ、そしてケルビム・エスコバーの3人が故障者リスト入りというチーム事情もあり、開幕からローテーション入り。開幕3戦目、4月8日のアスレチックス戦に先発することになり、試合が行われる本拠地球場エンゼル・スタジアム・オブ・アナハイムに故郷メリーランド州から父ジムを招待する。父の目の前で登板したエイデンハートは、初回に二死満塁、2回に二死一・二塁、4回に一死一・三塁、5回に二死満塁と、4度もピンチを迎えるが全て無失点で切り抜け、6回無失点とこれまでのメジャー生活で一番の投球を披露。試合はエンゼルスが4－3とリードしていた9回に抑え投手のブライアン・フエンテスが逆転を許し、エンゼルスが4－6で敗れた。
キャリア通算2勝目を手にすることはできなかったが、試合後にエイデンハートと会った代理人のスコット・ボラスによれば、エイデンハートは結果に大喜びし、メジャーリーガーになったことを実感していたという。また、マイナー時代からのチームメイトだったブランドン・ウッドは「寝るときに『もうニックがマイナーリーグに戻されることはなさそうだな』と思った」と話している。

### 事故死

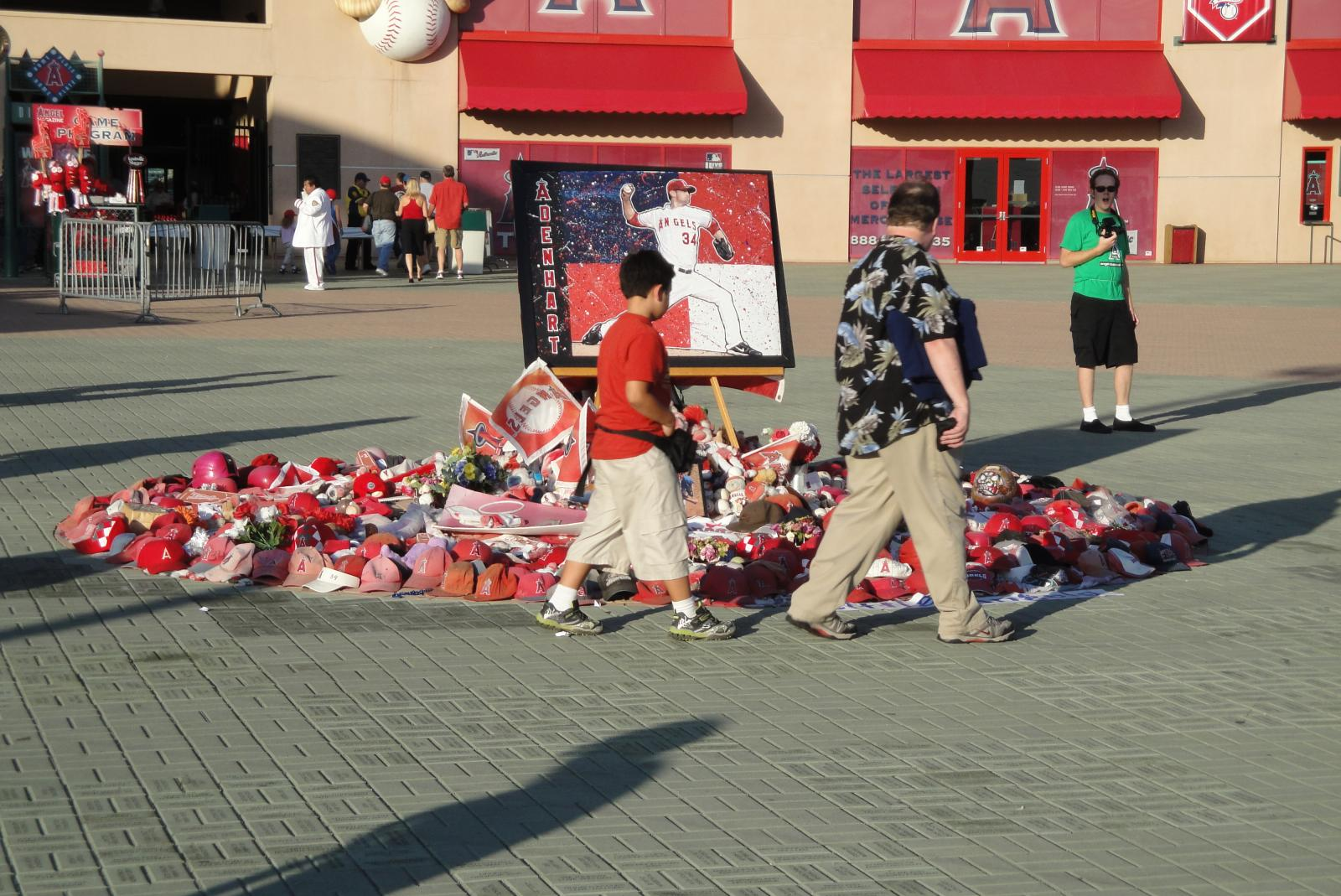
エイデンハートの死を悼み、球場外ではたくさんの献花やエンゼルスの帽子が置かれた。

ボラスや父ジムが帰ったあと、エイデンハートは友人たちと会う。エイデンハートら4人が乗った三菱・エクリプスは9日未明、カリフォルニア州フラトンを走っていた。エクリプスが交差点に差し掛かったとき、赤いトヨタ・シエナが赤信号を無視して時速50 - 60マイル（約80.1 - 96.5キロ）でその交差点に突っ込み、エクリプスの側面に激突した。シエナはさらにもう1台を巻き込み、そして電柱に激突した。
シエナの運転手は現場から逃走。一方エクリプスでは、運転していた20歳の女性と25歳の男性の2人が即死。エイデンハートら残り2人はカリフォルニア大学アーバイン校医学部付属のメディカルセンターに搬送されたが、エイデンハートは緊急手術の甲斐なく死亡した。事故からおよそ30分後にシエナの運転手が警察に身柄を確保されたが、この運転手は2006年に飲酒運転で、2007年に大麻所持で、それぞれ有罪判決を受けた経験があり、またこの事故のときは運転免許を停止されていたうえ、血中アルコール濃度も法律で定められた基準値を超えていたという。
なお、この運転手には当該事故の悪質さから第二級殺人罪が適用され、2010年12月に懲役51年という判決が言い渡された。
9日のエンゼルス－アスレチックス戦は中止に。この日、父ジムはひとり、前日に息子が立っていたエンゼル・スタジアムのマウンドに佇んでいた。そしてクラブハウスではエンゼルスの選手たちと会い、息子の思い出話をしている。トリー・ハンターは「ここにいるやつの多くは肉親を亡くした経験がない。こんな事故が起こったことは残念だけど、これも人生の一部、これが現実なんだ。毎日朝起きたときや仕事に行く前、子供たちや家族にキスをするのはこういう理由なんだよ」と話した。
10日のエンゼルス－レッドソックス戦は予定通り開催された。試合前に追悼セレモニーが行われ、ファウルラインには両チームの選手が整列、マウンドにはエイデンハートのユニフォームを持ったハンターとラッキーが立ち、黙祷を捧げた。試合では先発ジェレッド・ウィーバーがレッドソックス打線を6.2イニング1失点（自責点0）に抑え、エンゼルスが6－3で勝利。試合後、ウィーバーは試合前に涙をこらえることができなかったと明かし、監督のマイク・ソーシアは「持てる力の全てを発揮したジェレッドを本当に誇りに思う」とウィーバーを称えた。エンゼルスのクラブハウスにあるエイデンハートのロッカーは彼が生きていたときのまま残され、これから他球場で試合するときもロッカーにはその状態が再現されるほか、選手が着用するユニフォームの胸部には、2009年のシーズン中はエイデンハートの背番号34をあしらった喪章がつけられる。エンゼル・スタジアム・オブ・アナハイムの中堅フェンスには、投球するエイデンハートのモノクロ写真が彼の名前と背番号と共に設置された。
6月21日にエンゼルスは、選手選出による最優秀投手賞として、ニック・エイデンハート・最優秀投手賞 (Nick Adenhart Pitcher of the Year award) と呼ばれる賞を設立した。
9月28日のレンジャーズ戦で、エンゼルスは西地区優勝を果たした。選手たちは試合に勝って優勝が決まったあと、選手たち全員で外野のエイデンハートのモノクロ写真にタッチしにいった。シャンパンファイトの時には選手たちはエイデンハートのユニフォームにもシャンパンをかけ喜びを分かち合っていた。プレーオフでは、リーグチャンピオンシップシリーズでニューヨーク・ヤンキースに敗れ、シーズンを終えた。エンゼルスは、1人あたり138,038ドル57セントのプレーオフでの分配金を、エイデンハートにも贈った。

## プレースタイル
94mph（約151.2km/h）に達する速球と鋭く曲がるカーブが武器の投手。

## 詳細情報

### 年度別投手成績
| 年 度    | 球 団    | 登 板 | 先 発 | 完 投 | 完 封 | 無 四 球 | 勝 利 | 敗 戦 | セ 丨 ブ | ホ 丨 ル ド | 勝 率 | 打 者 | 投 球 回 | 被 安 打 | 被 本 塁 打 | 与 四 球 | 敬 遠 | 与 死 球 | 奪 三 振 | 暴 投 | ボ 丨 ク | 失 点 | 自 責 点 | 防 御 率 | W H I P |
| -------- | -------- | ----- | ----- | ----- | ----- | -------- | ----- | ----- | -------- | ----------- | ----- | ----- | -------- | -------- | ----------- | -------- | ----- | -------- | -------- | ----- | -------- | ----- | -------- | -------- | ------- |
| 2008     | LAA      | 3     | 3     | 0     | 0     | 0        | 1     | 0     | 0        | 0           | 1.000 | 63    | 12.0     | 18       | 0           | 13       | 0     | 0        | 4        | 2     | 0        | 12    | 12       | 9.00     | 2.58    |
| 2009     | LAA      | 1     | 1     | 0     | 0     | 0        | 0     | 0     | 0        | 0           | ----  | 27    | 6.0      | 7        | 0           | 3        | 0     | 0        | 5        | 1     | 0        | 0     | 0        | 0.00     | 1.67    |
| MLB：2年 | MLB：2年 | 4     | 4     | 0     | 0     | 0        | 1     | 0     | 0        | 0           | 1.000 | 90    | 18.0     | 25       | 0           | 16       | 0     | 0        | 9        | 3     | 0        | 12    | 12       | 6.00     | 2.28    |

### 年度別守備成績
| 年 度 | 球 団 | 投手（P） | 投手（P） | 投手（P） | 投手（P） | 投手（P） | 投手（P） |
| 年 度 | 球 団 | 試 合     | 刺 殺     | 補 殺     | 失 策     | 併 殺     | 守 備 率  |
| ----- | ----- | --------- | --------- | --------- | --------- | --------- | --------- |
| 2008  | LAA   | 3         | 0         | 1         | 0         | 0         | 1.000     |
| 2009  | LAA   | 1         | 0         | 0         | 0         | 0         | ----      |
| MLB   | MLB   | 4         | 0         | 1         | 0         | 0         | 1.000     |

### 記録
MiLB
- オールスター・フューチャーズゲーム選出 1回：2006年

### 背番号
- 34 （2008年 - 2009年）